# Ludyczność
Ludyczność (łac. ludus – zabawa, gra) – cecha literatury pięknej polegająca na jej zdolności do zaspokajania potrzeby rozrywki. Jest główną cechą kultury masowej. Funkcję tę realizują różne dzieła i gatunki takie jak bajka, farsa, komedia, melodramat, satyra itp.